# Đạo đức với việc ăn thịt
Đạo đức với việc ăn thịt động vật là chủ đề tranh cãi chưa có hồi kết về vấn đề đạo đức và việc ăn thịt động vật, và vấn đề có đạo đức hay không khi con người ta ăn thịt các loài động vật trên cơ sở giết mổ chúng, có nghĩa là tước đi mạng sống của các loài vật để có thức ăn cho con người. Ở hầu hết các xã hội, đa số người dân sẽ ăn thịt khi họ có thể ăn được, nhưng ngày càng có nhiều tranh luận và đàm luận về đạo đức ăn thịt. Phe phản đối nhất đối với việc ăn thịt là đối với hầu hết mọi người sống ở các nước phát triển cho rằng không cần thiết phải như vậy vì sự sống còn hoặc sức khoẻ, việc giết mổ động vật chỉ vì người ta thưởng thức hương vị thịt được một số người cho là sai lầm và không hợp lý về mặt đạo đức.
Người ăn chay có đạo đức và những người ăn chay theo chủ nghĩa thuần chay cũng có thể phản đối những thực trạng từ các cơ sở sản xuất thịt hoặc trích dẫn những quan ngại của họ về phúc lợi động vật, quyền của động vật, đạo đức môi trường, và lý do tôn giáo (như các lý thuyết của Phật giáo, Công giáo, Hồi giáo, Ấn Độ giáo). Để đáp lại, một số người ủng hộ việc ăn thịt đã đưa ra nhiều lập luận khoa học, dinh dưỡng, văn hoá và tôn giáo khác nhau để hỗ trợ cho lý thuyết ăn thịt là cần thiết. Một số người sẽ vẫn ăn thịt nhưng chỉ chống lại kiểu nuôi các loại động vật theo những cách nhất định như ở các trang trại chăn nuôi công nghiệp hàng loạt, hoặc giết hại súc vật bằng hình thức hàm chứa sự tàn ác, những người khác cho rằng chỉ tránh những loại thịt nhất định, chẳng hạn như thịt bê hoặc gan ngỗng béo (foie gras).

## Tổng quan

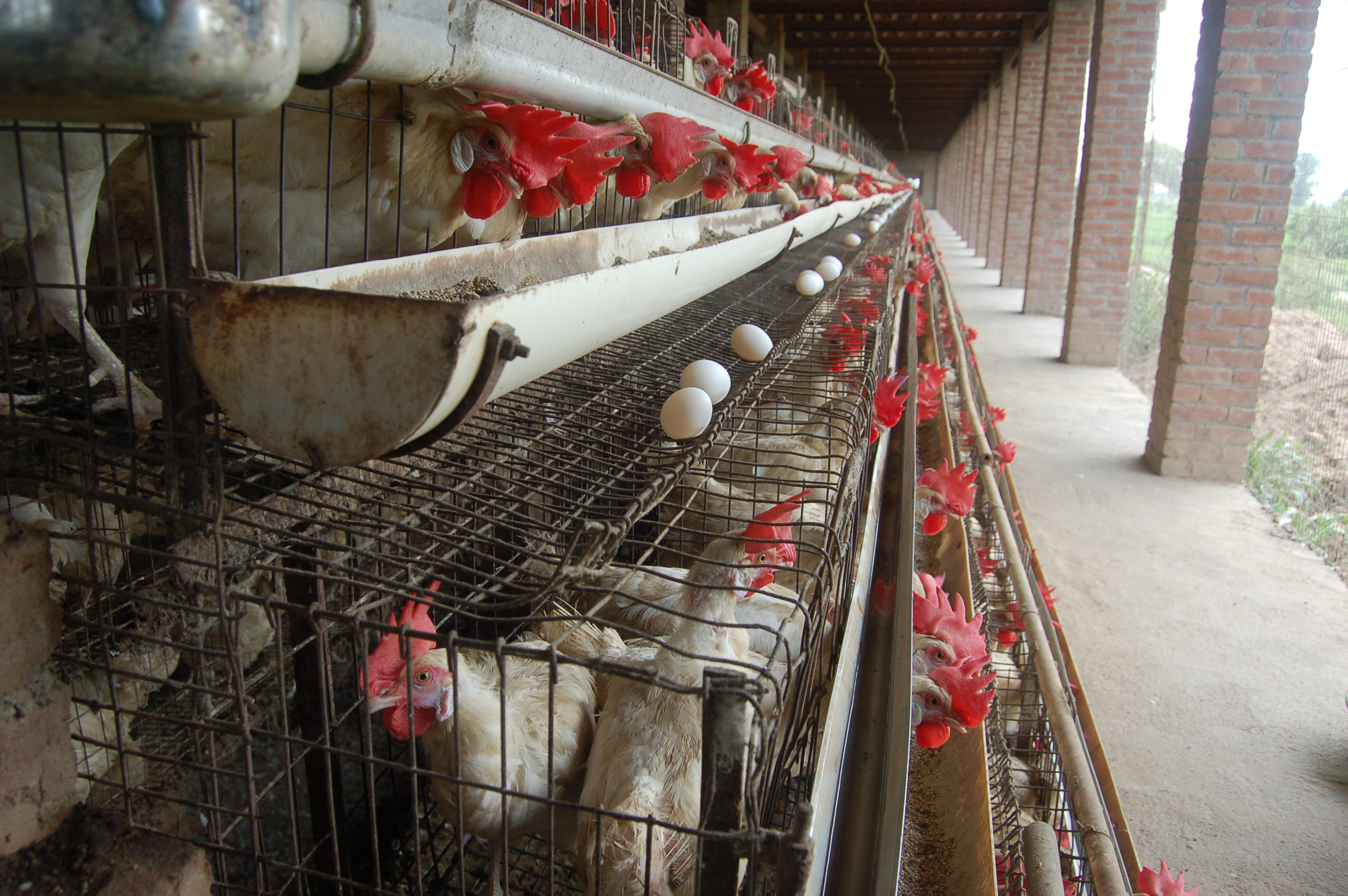
Một lồng nuôi nhốt gà công nghiệp chuyên trứng

Trong nhiều xã hội đã phát sinh các cuộc tranh cãi và tranh luận về những vấn đề đạo đức của việc ăn thịt động vật. Một số người không ăn chay nhưng vẫn từ chối ăn thịt một số động vật nhất định chẳng hạn như mèo, chó, ngựa, hoặc thỏ do những điều cấm kỵ trong văn hóa. Một số người khác ủng hộ việc ăn thịt vì những lý do về khoa học, dinh dưỡng và văn hóa, kể cả tôn giáo. Một số người kiêng ăn thịt của động vật được nuôi theo phương thức nhất định nào đó, chẳng hạn như nuôi trong các xí nghiệp chăn nuôi (factory farm), hoặc tránh vài loại thịt nhất định, như thịt bê hoặc gan ngỗng.
Có những quan điểm lập luận ủng hộ cho lý thuyết này một cách rõ ràng. Một số người theo chế độ ăn chay hoặc thuần chay không phải vì những mối quan tâm về vấn đề đạo đức liên quan đến việc chăn nuôi hay tiêu thụ động vật nói chung, mà là vì lo ngại về việc thực hiện những phương pháp xử lý đặc biệt có liên quan đến chăn nuôi và giết mổ động vật, như xí nghiệp chăn nuôi (áp dụng chế độ chăn nuôi công nghiệp) và ngành công nghiệp giết mổ động vật. Những phản đối về mặt đạo đức thường được chia thành 2 dạng: chống lại hành động giết mổ nói chung, và chống lại một số hình thức chăn nuôi nhất định xung quanh việc sản xuất thịt công nghiệp.
Những người ăn chay vì vấn đề đạo đức lên án việc giết mổ vì không muốn gây khổ đau cho động vật, hoặc đấu tranh vì quyền động vật Ngoài ra, vấn đề sức khỏe cũng là một động lực để ăn chay, một số người còn cảm thấy ác cảm với mùi vị của thịt. Cũng có một số tổ chức ăn chay để bảo vệ hệ sinh thái vì họ tin rằng sản xuất chăn nuôi trong các trại gây hại cho môi trường. Họ cũng cho rằng giảm lượng tiêu thụ thịt sẽ cải thiện đáng kể tình hình lương thực toàn cầu. Nhiều lý do khác nhau về đạo đức đã được đề xuất cho việc lựa chọn ăn chay, thường được xác định trên quyền lợi của những động vật không phải là con người.

## Theo truyền thống

### Thuyết ăn chay

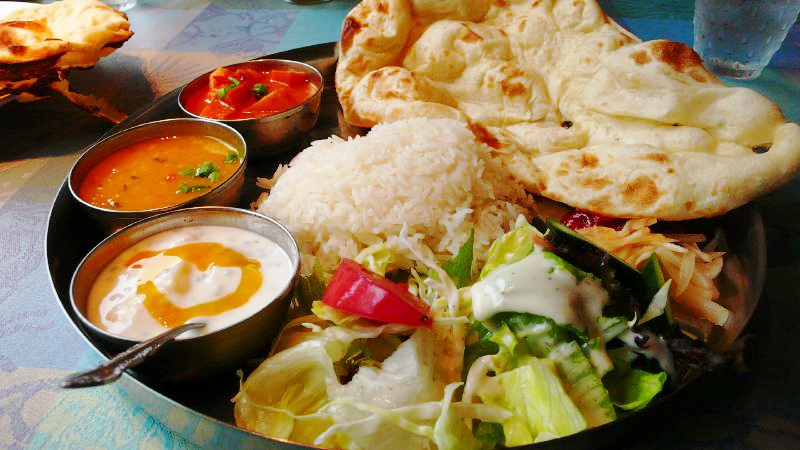
Một món ăn chay ở Ấn Độ bởi vì đa số dân Ấn Độ theo Ấn Độ giáo và khuyến khích chế độ ăn chay.

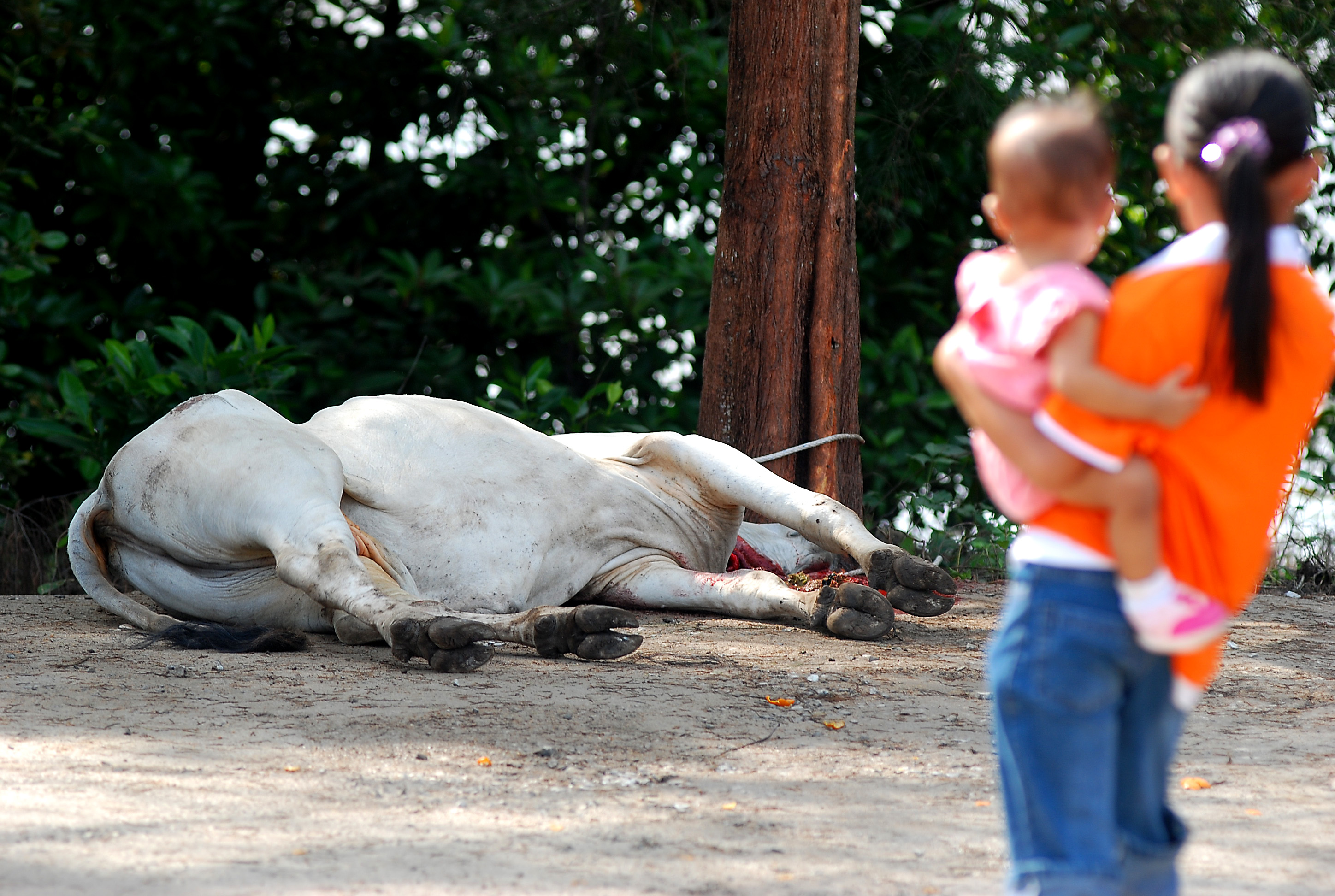
Việc giết mổ động vật là bị cấm ở một số quốc gia, chẳng hạn như giết mổ bò ở Ấn Độ

Đối với khu vực châu Á, chế độ ăn chay có liên quan chặt chẽ với ý tưởng về việc không giết mổ động vật (ở Ấn Độ gọi là ahimsa-bất hại) và được phát triển bởi các nhóm tôn giáo và triết học. Trong thời kỳ đầu của Kitô giáo, thời các tông đồ, có lo ngại rằng ăn thịt có thể dẫn đến một sự không trong sạch khi tiến hành các nghi lễ. Sứ đồ Phao-lô mạnh mẽ chống lại quan điểm này (Thư gửi tín hữu Rôma 14,2 đến 21; Thư gửi tín hữu Korinther 8,8–9). Trong các nhà thờ Công giáo thời Trung cổ, nhiều tu sĩ và ẩn sĩ trong các bối cảnh tu khổ hạnh từ bỏ việc tiêu thụ thịt. Trong số đó có Thánh Jerome († 420) .
Các tu sĩ dòng Biển Đức cho phép tu sĩ dòng của họ ăn thịt của động vật bốn chân chỉ trong trường hợp bị bệnh, tuy nhiên họ được phép tiêu thụ cá và gia cầm (động vật 2 chân) . Nhiều quy định khác của các dòng tu khác có điều khoản tương tự như lệnh cấm thịt và rộng dần ra, cấm thêm một số loài chim, gia cầm, nhưng không cấm dùng "cá" (tiếng Anh:fish). (định nghĩa vào thời trung cổ của từ "cá" (fish) là bao gồm cả các động vật như hải cẩu, cá heo, cá heo chuột (porpoise), ngỗng đeo kính (barnacle geese), chim hải âu rụt cổ (puffin), và hải ly) Immanuel Kant cho rằng có thể không có nghĩa vụ đạo đức để phải kiêng thịt.
Thuần chay là một triết lý cho rằng con người không nên sử dụng động vật. Có những người ăn chay người chọn không ăn thịt động vật, và người ăn chay không sử dụng động vật và sản phẩm động vật dưới bất kỳ hình thức nào. Những người ăn chay tránh thực phẩm có nguồn gốc từ động vật, bao gồm thịt, trứng và các sản phẩm từ sữa động vật (như sữa, pho mát và sữa chua). Nhiều người ăn chay cố gắng không sử dụng bất kỳ sản phẩm động vật khác, chẳng hạn như da, len, lông, xương, hoặc ngọc trai. Họ chạy thử để tránh các sản phẩm được thử nghiệm trên động vật. Họ có thể tin tưởng vào quyền động vật, và có thể tham gia chiến dịch vận động cho quyền này. Một trong những khác biệt chính giữa chế độ ăn chay và ăn chay điển hình (chủ nghĩa thuần chay) là tránh cả việc trứng và các sản phẩm từ sữa như sữa tươi, sữa tiệt trùng, sữa đặc, sữa bột, phô mai, bơ và sữa chua.
Người ăn chay đạo đức không dùng sữa hoặc trứng bởi vì họ tin rằng quá trình phải sản xuất ra những thứ này sẽ gây ra những động vật đau khổ hoặc chết sớm. Để sản xuất sữa từ bò sữa, hầu hết bê bị cưỡng tách khỏi mẹ ngay sau khi sinh và cho sữa thay thế sữa để lấy sữa bò cho con người tiêu thụ. Những người ủng hộ phúc lợi động vật chỉ ra rằng điều này đã phá vỡ mối liên hệ tự nhiên giữa con bò mẹ và con bê của nó. Những con bò đực không mong muốn được giết mổ ngay từ khi sinh ra. Để kéo dài thời gian cho sữa, bò sữa hầu như được thụ thai vĩnh viễn thông qua thụ tinh nhân tạo. Mặc dù tuổi thọ tự nhiên của bò là khoảng hai mươi năm, sau khoảng năm năm, sản lượng sữa bò đã giảm, sau đó chúng được coi như "tiêu" và được đưa đến lò mổ để giết mổ lấy thịt và da.

### Tôn giáo
Kì Na giáo là tôn giáo có chủ trương ăn chay xem ăn chay như là một hành vi đạo đức. Đối với các tôn giáo này thì ăn chay chủ yếu dựa trên các luật về không hành hạ, không gây thương tích hay giết chết các loài vật Phật giáo nhìn chung không cấm ăn thịt tuy nhiên chỉ được ăn những thứ thịt thỏa mãn điều kiện tam tịnh nhục. Tích-khắc giáo không đánh đồng tâm linh với chế độ ăn uống và không chỉ định một chế độ ăn chay hoặc thịt. Tuy Phật giáo nguyên thủy không kiêng thịt nhưng Phật giáo cấm sát sinh và tránh mọi khổ đau cho chúng sinh, cho nên trên căn bản Phật giáo khuyến khích việc ăn chay nhưng cũng không cấm ăn mặn.
Tuy nhiên, những người xuất gia (tì kheo) nếu nghe tiếng con vật bị giết, thấy con vật bị giết hoặc nghi con vật đó bị giết để thết đãi mình thì không được ăn, nếu ăn thì sẽ phạm vào giới luật Ngoài ra đức Phật cũng cấm không được ăn 10 loại thịt: thịt người, voi, ngựa, chó, rắn, sư tử, cọp, báo, gấu và linh cẩu Mỗi tông phái của Phật giáo Đại thừa lựa chọn những kinh điển khác nhau để làm theo, cho nên một số tông phái, bao gồm cả phần lớn các tông phái của Phật giáo Tây Tạng và Phật giáo Nhật Bản đều ăn thịt, trong khi nhiều tông phái khác của Phật giáo Trung Quốc, Việt Nam và Hàn Quốc thực hành ăn chay.
Những tín đồ Kitô giáo mà ủng hộ việc ăn chay thì cho rằng ăn chay là ý của Thiên Chúa, họ dựa trên những tranh luận về nội dung trong Kinh thánh, như trong Sách Isaia 11:6-9 cho thấy một cuộc sống hòa bình giữa người và loài vật, hay trong Sáng thế ký 1:29, Thiên Chúa nói với Adam, Eva và loài người rằng cây cỏ, trái và hạt như là lương thực dành cho con người và mọi sinh vật có sinh khí. Nhưng người 14 tuổi hay lớn tuổi phải ăn chay và kiêng thịt vào ngày ấn định, và người 13 tuổi hay nhỏ hơn không cần ăn chay hay kiêng thịt, có thể ăn thịt vào ngày ấn định. Tuy nhiên, trong Sáng thế ký 9:2-3, trước khi làm Đại hồng thủy thì Chúa Trời có dặn ông Nô-ê rằng mọi loài vật di chuyển được và có sinh khí lẫn cây cỏ đều là lương thực. Thánh Giêrônimô kết luận rằng chế độ ăn thịt chỉ xuất hiện từ khi có đại hồng thủy, và do đó nó được coi thấp kém hơn ăn chay. Từ Nô-ê trở về sau thì trong kinh Cựu Ước không còn đề cập đến bất cứ điều luật nào chống lại việc ăn thịt cả.
Trong Tân Ước không cấm các loại thực phẩm nhất định nào ngoài việc cấm uống máu huyết (Sách Công vụ Tông đồ, 15:28-29). Trong Phúc âm Matthew 15:11, Đức Jesus nói: "Không phải cái vào miệng làm cho con người ra ô uế, nhưng cái từ miệng xuất ra, cái đó mới làm cho con người ra ô uế" (tương tự như trong Phúc âm Mark, 7:15). Điều này thường được giải thích trong Kitô giáo như là từ bỏ tất cả các luật định về chế độ ăn uống.. Tuy nhiên, trong các nhà thờ thời Trung cổ, nhiều tu sĩ và ẩn sĩ trong các bối cảnh tu khổ hạnh từ bỏ việc tiêu thụ thịt, họ quan niệm ăn chay là rèn luyện cho bản thân cách chống lại những ham muốn xác thịt và tỏ lòng sám hối tội lỗi đối với Thiên Chúa Thế kỷ 16, Leonardo da Vinci và Pierre Gassendi cổ xúy việc ăn chay vì lý do đạo đức, tránh giết hại động vật.
Các tín đồ Ấn Độ giáo ban đầu vẫn ăn thịt (bao gồm cả thịt bò) với những điều kiện nhất định. Trong bộ luật Manu (Manusmṛti) cho phép ăn thịt, cá và xác định các điều kiện kèm theo. Tuy nhiên, dần dần những luật lệ được đặt ra và nghiêm khắc áp dụng hình thức ăn chay có sử dụng sữa. Trong thời kỳ Ấn Độ còn là thuộc địa thì phần lớn những người thuộc giai cấp thượng lưu mới giữ giới luật này, còn những người nghèo và thuộc giai cấp hạ đẳng thì họ ăn tất cả những gì mà họ có được. Nguyên nhân chính cho việc này là: nguyên tắc đạo đức không hành hạ súc vật (ahimsa) mục đích chỉ dâng cúng cho một vị thần những thức ăn "tinh khiết" (món chay) và sau đó nhận lại nó dưới dạng món prasad (một loại thực phẩm giống như kẹo);. Các tín đồ Ấn Độ giáo thường kiêng trứng nhưng họ vẫn dùng sữa và các chế phẩm từ sữa, do đó họ là những người ăn chay theo chế độ có dùng sữa (lacto). Tuy nhiên, trong quá khứ cũng như hiện tại, vẫn có một số nhóm tín đồ ăn thịt, với điều kiện thịt đó phải được giết mổ theo cách thức Jhatka, tức là động vật bị giết bởi một nhát dao hoặc rìu duy nhất chặt đứt đầu, khác với những thịt giết mổ thông thường theo phương thức thọc tiết và chết từ từ.

## Thuyết tân thời

### Quyền động vật

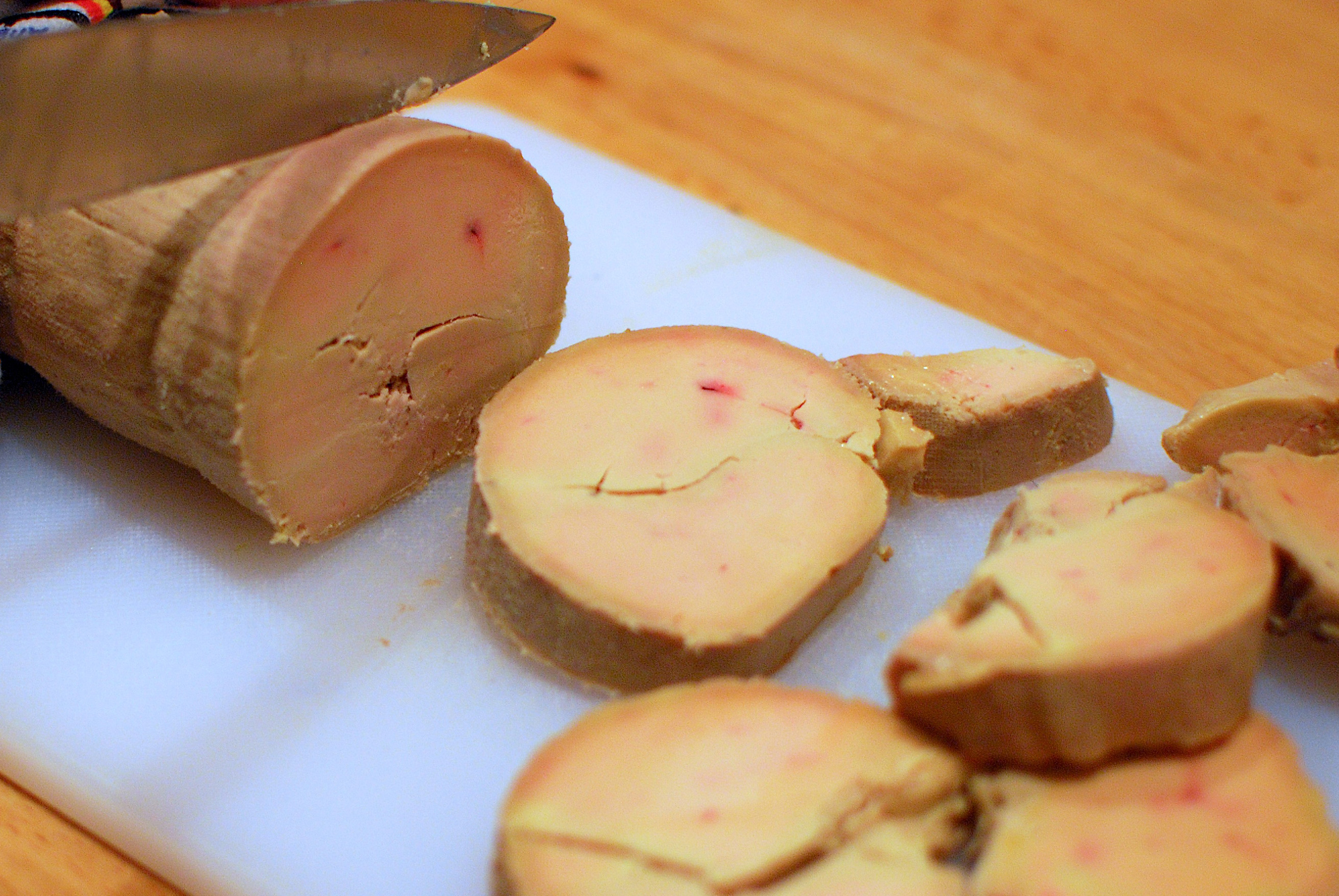
Gan ngỗng béo (foie gras), một món ăn bị chỉ trích dữ dội vì phúc lợi động vật

Peter Singer của trường Đại học Princeton và giáo sư Đại học Melbourne và là người tiên phong trong phong trào giải phóng động vật từ lâu đã lập luận rằng, nếu có thể tồn tại và khỏe mạnh mà không ăn thịt, cá, sữa hoặc trứng, gây ra thiệt hại không cần thiết đối với động vật. Trong giải phóng thú vật, ý kiến của ông đã được các nhà triết học phát triển rộng rãi, cả những người đồng ý và những người không, và nó đã được áp dụng bởi những người ủng hộ quyền động vật cũng như bởi những người ăn chay đạo đức và thuần chay.
Những người ăn chay đạo đức nói rằng những lý do không gây tổn thương hoặc giết chết động vật cũng tương tự như những lý do không gây tổn thương hoặc giết người. Họ cho rằng giết chết một con vật, như giết chết một con người, chỉ có thể được biện minh trong những hoàn cảnh khắc nghiệt, việc ăn một sinh vật sống chỉ vì hương vị của nó hoặc theo thói quen là không hợp lý. Một số nhà đạo đức học đã nói thêm rằng con người, không giống những động vật khác, có ý thức đạo đức về hành vi của họ và có một sự lựa chọn, đó là lý do tại sao có luật điều chỉnh và thay đổi hành vi của con người, và tại sao nó phải tuân thủ các chuẩn mực đạo đức.
Những mối quan tâm về ăn chay đạo đức đã trở nên phổ biến ở các nước phát triển, đặc biệt là do sự lan truyền của nông trại, những tài liệu mở và đồ hoạ về việc ăn thịt đòi hỏi gì cho động vật và ý thức về môi trường. Một số người đề nghị ăn thịt cho rằng nhu cầu tiêu thụ thịt hiện nay đối với thịt phải thỏa mãn với một hệ thống sản xuất hàng loạt, bất kể phúc lợi của động vật. Những người ủng hộ cho rằng các phương pháp thực hành như nuôi nhốt tự do tốt và việc tiêu thụ động vật săn bắt, đặc biệt là từ các loài ăn thịt là thiên địch (kẻ thù tự nhiên) đã được loại bỏ đáng kể, có thể đáp ứng nhu cầu về thịt được sản xuất hàng loạt. Giảm lượng thức ăn thừa thải trên toàn thế giới cũng góp phần làm giảm chất thải thịt và do đó sẽ cứu hộ động vật. Theo Tổ chức Lương thực và Nông nghiệp của Liên hợp quốc (FAO), khoảng một phần ba lương thực, thực phẩm của con người bị lãng phí trên toàn cầu (khoảng 1,3 tỷ tấn mỗi năm) .
Một số mô tả sự đối xử không công bằng giữa con người và động vật như là một hình thức của loài như chủ nghĩa nhân học hay sự tập trung vào con người. Phong trào quyền động vật tìm kiếm sự chấm dứt sự phân biệt về đạo đức và luật pháp cứng nhắc giữa con người và loài không phải là con người, chấm dứt tình trạng coi động vật là tài sản và chấm dứt việc sử dụng chúng trong ngành nghiên cứu, ẩm thực, và ngành giải trí. Peter Singer, trong triết lý đạo đức của ông về cái "người" (bản ngã), lập luận rằng vật nuôi cảm thấy đủ để xứng đáng được đối xử tốt hơn so với những gì chúng nhận được. Nhiều nhà tư tưởng đã đặt câu hỏi về đạo đức không chỉ của loài thực vật bậc hai có tiêu chuẩn kép mà còn là tiêu chuẩn kép làm nền tảng cho thực tế là mọi người ủng hộ việc điều trị bò, lợn và gà mà họ không bao giờ cho phép với chó, mèo hay chim.
Jay Bost, nhà nông học đã tóm lược luận cứ của ông theo cách sau: "Ăn thịt trong những trường hợp cụ thể là có đạo đức, ăn thịt được nuôi trong các hoàn cảnh khác là phi đạo đức". Ông đề xuất rằng nếu "đạo đức được định nghĩa là sống theo cách lành mạnh nhất về mặt sinh thái, thì trong những trường hợp cụ thể, trong đó mỗi người ăn phải tự học, ăn thịt có đạo đức. Các tình huống cụ thể mà ông đề cập bao gồm việc sử dụng động vật để chu kỳ các chất dinh dưỡng và chuyển hóa ánh sáng mặt trời thành thực phẩm. Các nhà đạo đức như Tom Regan và Peter Singer đã định nghĩa "đạo đức" về đau khổ chứ không phải là sinh thái học. Mark Rowlands lập luận rằng yếu tố thực sự quyết định có nên đạo đức để gây ra đau khổ là liệu có nhu cầu thiết yếu nào gây ra; nếu không, thì làm cho nó là phi đạo đức.
Nhà sinh vật học Jane Goodall đã nêu trong cuốn sách "Thế giới nội tâm những con súc vật ở nông trại" vào năm 2009 rằng "động vật trong nông trại cảm thấy vui sướng và buồn bã, phấn khích và oán giận, trầm cảm, sợ hãi và đau đớn, nhạy cảm hơn và thông minh hơn chúng ta tưởng tượng  Vào năm 2012, một nhóm các nhà thần kinh học đã ra tuyên bố trong "Tuyên bố chung Cambridge về ý thức đối với động vật không phải là con người" rằng tất cả các động vật có vú và chim (như động vật ở nông trại) và các động vật khác đều có các chất nền thần kinh tạo ra ý thức và có thể trải nghiệm trạng thái cảm xúc. Eugene Linden, tác giả của cuốn The Lament của The Parrot, cho thấy nhiều ví dụ về hành vi và trí thông minh của động vật dường như chỉ ra cả cảm xúc và mức độ ý thức mà chúng ta thường chỉ ám chỉ đến loài của chúng ta.

### Việc giết mổ
Peter Singer là giáo sư của đại học Princeton và là người sáng lập của phong trào phóng thích động vật ông tin rằng nếu tồn tại nhiều phương thức khác nhau để duy trì sự sống, thì người ta phải lựa chọn các cách thức mà không gây ra những thiệt hại không cần thiết cho các động vật. Hầu hết những người ăn chay vì lý do đạo đức cho rằng giết chết con vật để ăn cũng giống như giết người mà ăn vậy, trong cuốn sách Sự giải phóng động vật (Animal Liberation) năm 1975 đã nêu lên những đặc điểm về tri giác của những sinh vật không phải người, suy xét chúng dưới góc nhìn đạo đức vị lợi, điều này đã được những nhà vận động cho quyền lợi động vật và những người ăn chay dùng làm tham khảo rộng rãi..
Những người ăn chay vì đạo đức cũng tin rằng việc giết một con vật cũng như giết một con người, vì theo nguyên lý bình đẳng của Singer đối với các động vật không phải người, thì những con vật cũng giống như những người không cùng màu da, sắc tộc, giới tính hay tôn giáo Do đó, việc giết hại này chỉ có thể được biện minh nếu trong những hoàn cảnh vô cùng khắt khe, còn việc giết một vật thể sống vì mùi vị thơm ngon, sự tiện lợi hay giá trị dinh dưỡng của nó đều không phải là nguyên nhân chính đáng, con người chỉ nên giết chóc động vật trong những người hợp hạn chế nhất định.
Một quan điểm phổ biến khác cho rằng con người có thể ý thức được về hành vi của mình theo một cách khác với động vật, vì vậy con người không thể hành xử như con vật được. Những người đối lập với trường phái ăn chay vì đạo đức lập luận rằng động vật không ngang hàng với con người, vì thế so sánh việc ăn thịt động vật với giết người là một hành động khập khiễng. Lý luận này không bào chữa cho hành vi tàn ác, nhưng nó cho rằng động vật không ngang hàng với loài người, và không sở hữu những quyền cơ bản giống như con người.
Một luận cứ liên quan xoay quanh khả năng cảm giác đau đớn của con người không phải là con người cụ thể là lý thuyết đau đớn ở động vật. Nếu động vật có thể bị tổn thương, như con người làm vậy, thì nhiều lập luận chống lại sự đau khổ của con người có thể được mở rộng cho động vật. Một phản ứng như thế là ức chế, một hiện tượng quan sát thấy ở người và một số động vật giống như sự suy sụp tinh thần. Người ta cho rằng trí thông minh có liên quan đến khả năng chịu đựng và bởi vì động vật có bộ não nhỏ hơn mà họ phải chịu đựng ít hơn con người. Đó là một mảnh logic đáng sợ, thú vật có khả năng trải nghiệm niềm vui và được động viên để tìm kiếm nó, bạn chỉ phải xem cách con bò và con cừu tìm kiếm và tận hưởng niềm vui khi chúng nằm cùng với đầu của chúng lên đến mặt trời một cách hoàn hảo. Giống như con người.
Lồng gà là hình thức phổ biến của nơi ở cho gà đẻ trên toàn thế giới, những con lồng này làm giảm sự gây hấn và mổ đồng loại trong số gà mái, nhưng vô sinh, hạn chế vận động và tăng tỉ lệ loãng xương, xốp xương ở gà. Trong những hệ thống này và trong sản xuất trứng tự do, gà trống không mong muốn khi sinh ra sẽ được tiêu huỷ và giết chết ngay khi sinh trong quá trình bảo đảm cho một thế hệ chỉ toàn gà mái chuyên đẻ trứng. Người ta ước tính rằng một người tiêu thụ những quả trứng trung bình sẽ ăn 200 quả trứng mỗi năm trong 70 năm của cuộc đời, là nguyên nhân gây tử vong cho 140 con gà và người tiêu dùng trung bình mỗi người uống 190 kg sữa bò mỗi năm trong 70 năm chịu trách nhiệm đối với cái chết của 2,5 con bò sữa.

### Về sức khỏe

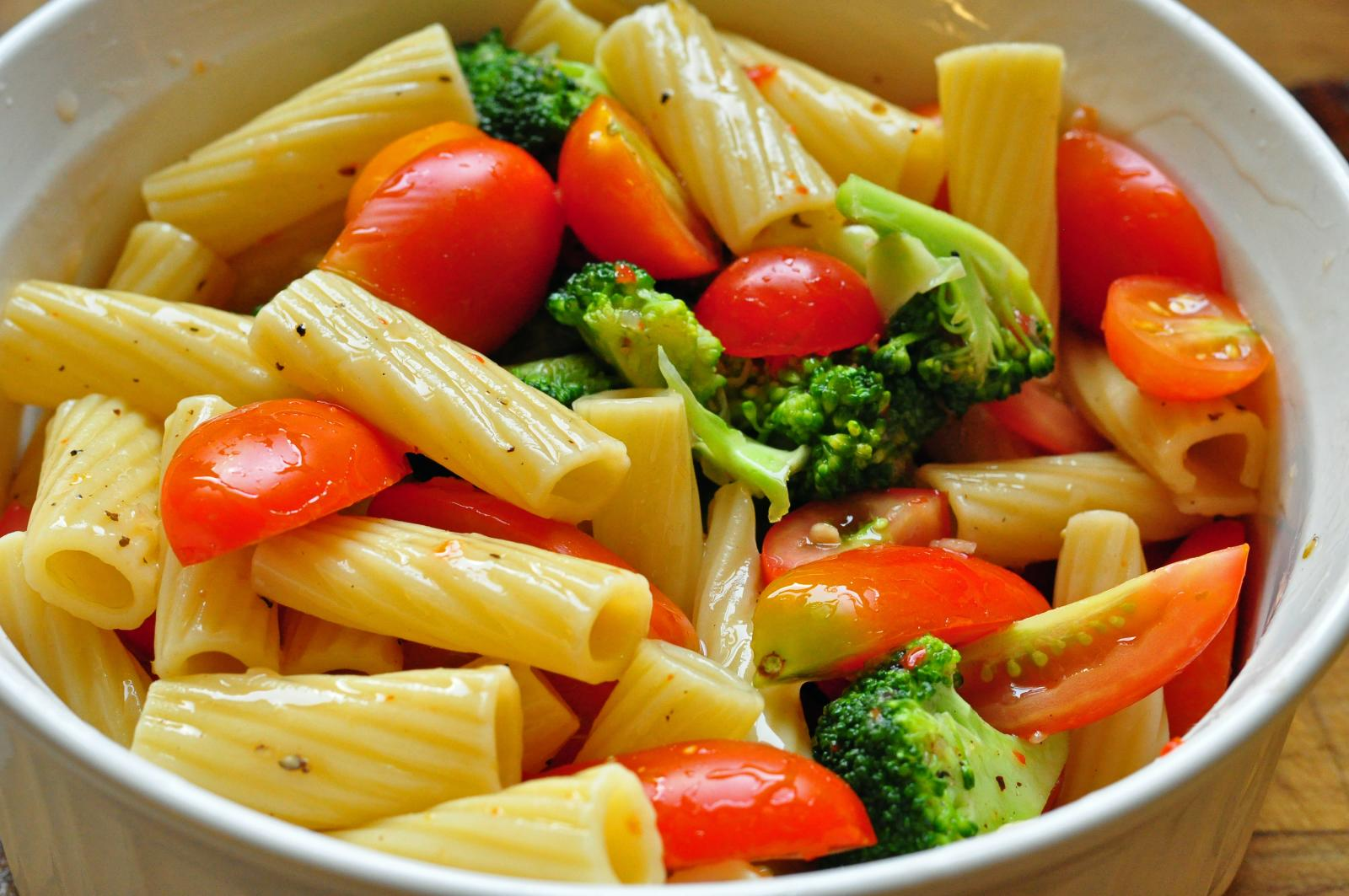
Một món chay

Chế độ ăn không thịt không dành cho tất cả, nên khai thác những lợi ích của việc ăn chay, như ăn nhiều trái cây và rau quả và ngũ cốc nguyên hạt. Một số lợi ích về sức khoẻ của việc ăn chay thường hoặc ăn chay thuần đã được ghi nhận như việc ăn chay và chế độ ăn Địa Trung Hải có liên quan đến sức khoẻ tim mạch tốt hơn. Ăn chay có thể rất ngon miệng, có thể lựa chọn tất cả các loại trái cây, rau, đậu, và ngũ cốc. Sự đa dạng cho dù chọn cách ăn chay trường hoặc chỉ ăn chay một số bữa trong tuần. Sự tích cực cho thực phẩm từ thực vật và tiêu cực cho thực phẩm từ động vật, những thực phẩm lành mạnh từ thực vật như ngũ cốc nguyên hạt cao hơn các loại thực phẩm không lành mạnh như khoai tây chiên.
Những người ăn thực phẩm có nguồn gốc thực vật lành mạnh hơn có nguy cơ mắc bệnh tim thấp hơn 25%, trong khi những người ăn thực phẩm thực vật không lành mạnh có nguy cơ cao hơn 32%, người ăn chay ít bị bệnh tiểu đường týp 2 hơn 2 lần so với những người không ăn chay. Trong nghiên cứu so sánh chế độ ăn chay và không ăn chay, những người ăn chay có mức đường huyết tốt hơn và giảm cân nhiều hơn. Chế độ ăn chú trọng thực phẩm từ thực vật và ít thực phẩm từ động vật có liên quan với giảm 20% khả năng bị tiểu đường. Chế độ ăn chú trọng thực phẩm từ thực vật lành mạnh làm giảm 34% nguy cơ mắc bệnh tiểu đường, trong khi chế độ ăn ít thực phẩm từ thực vật lành mạnh thực sự làm tăng 16% nguy cơ mắc bệnh tiểu đường.
Thực phẩm từ thực vật lành mạnh bao gồm ngũ cốc nguyên hạt, trái cây, rau, hạt có vỏ cứng, đậu, dầu thực vật, trà và cà phê. Ít lành mạnh như nước ép trái cây, nước ngọt, ngũ cốc tinh chế, mì ống, khoai tây, kẹo và món tráng miệng. Nhưng cũng không nên ăn chay bằng thực phẩm chiên giòn. Mọi người thường mặc nhiên coi ăn chay là lành mạnh, mọi người đừng trở thành những người ăn chay bằng đồ ăn chiên giòn. Nếu ăn chay, nhưng lại ăn nhiều khoai tây chiên, các loại carbonhydrat tinh chế như bánh mì trắng, cơm trắng, thì điều đó là không lành mạnh. Ngoài việc tránh những loại thực phẩm này, cũng cần chú trọng trái cây và rau. Không phải nước trái cây mà là trái cây nguyên quả. Và hạt có vỏ cứng.

## Phản biện

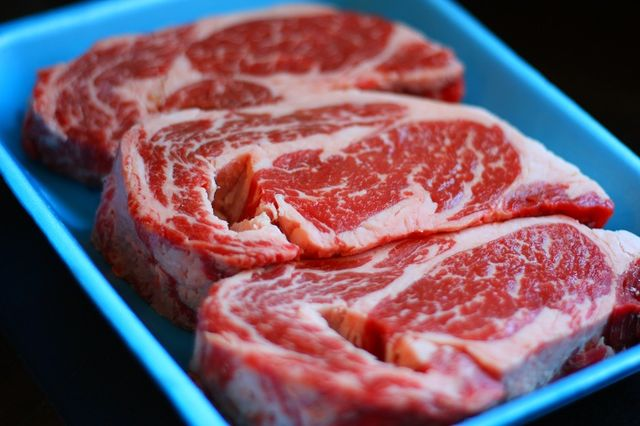
Thịt đỏ rất cần thiết đối với phụ nữ trong thai kỳ

Người ta cho rằng cộng đồng đạo đức đòi hỏi tất cả người tham gia phải có quyết định về đạo đức, nhưng động vật không có khả năng đưa ra các lựa chọn về đạo đức, ví dụ như một con hổ không thể thôi hoặc dừng việc ăn thịt một người khi có cơ hội chỉ vì việc làm này là sai về mặt đạo đức?, do đó, chúng sẽ vẫn cứ tấn công con người theo bản năng dựa trên nhu cầu sống còn của nó như cơn đói khát. Như vậy, một số người phản đối chủ nghĩa ăn chay đạo đức cho rằng sự tương tự giữa giết thú vật và giết người là sẽ gây hiểu nhầm. Con người có năng lực văn hoá, đổi mới, và sự thăng hoa của bản năng để hành động một cách có đạo đức. Động vật thì không, và do đó là không bình đẳng với con người ở mức độ đạo đức. Điều này không có lý do tàn ác, nhưng nó ngụ ý động vật không có đạo đức tương đương với con người và không có các quyền mà con người có và rằng động vật không phải con người không đáp ứng tiêu chuẩn này.
Benjamin Franklin miêu tả việc ông ăn chay lại trong chương một trong cuốn tự truyện của mình, nhưng sau đó ông mô tả lý do tại sao ông đã ngừng ăn chay trong đời sau của ông: "Trong chuyến đi đầu tiên của tôi từ Boston..., người dân của chúng tôi bắt đầu đánh bắt cá tuyết, và kéo mẻ lưới lên một số rất lớn. Cho đến lúc này, tôi vẫn kiên quyết không ăn thức ăn từ động vật... Nhưng trước đó tôi đã từng là một người yêu thích món cá, và khi những món ăn nóng lên từ chảo rán, nó rất tuyệt. Tôi cân bằng thời gian giữa nguyên tắc và sự linh hoạt, cho đến khi tôi bỗng nhớ lại rằng, khi cá đã được mổ bụng ra, tôi dòm thấy những con cá nhỏ phọt ra khỏi dạ dày chúng, sau đó tôi bèn trộm nghĩ, "Nếu các bạn xơi tái lẫn nhau được thì tôi không thấy lý do tại sao chúng tôi không thể đánh chén các bạn" Vì vậy, tôi đã rất quan tâm đến những con cá tuyết và tiếp tục ăn cùng với những người khác".
Phản ứng của những người ăn chay đạo đức là con người có một sự lựa chọn, trong khi động vật thì không. Do đó, nếu làm tổn thương hoặc giết động vật là không cần thiết cho sự sống còn của con người hoặc sức khoẻ (vì nó là cần thiết cho các động vật ăn thịt bắt buộc, chẳng hạn như các loài họ mèo), con người có thể quyết định ngừng làm việc. Khoảng 60% các nhà đạo đức nghề nghiệp đương đại cho rằng nó "xấu về đạo đức" khi ăn thịt động vật có vú. Nathan J. Robinson miêu tả hàng tỷ động vật không phải là con người đang chịu đựng và chết vì con người để tiêu thụ như một "cuộc tàn sát" và trích dẫn công thức của Jeremy Bentham: "Câu hỏi đặt ra là liệu chúng có thể lý luận? Chúng cũng không thể nói được, nhưng liệu chúng có chịu đau khổ không?, có cho rằng nó là "đạo đức đáng khinh" và "sai lầm sâu sắc".
Steven Davis, giáo sư khoa học động vật thuộc Đại học bang Oregon, cho rằng nguyên tắc gây hại tối thiểu (ít nhất) không nhất thiết đòi hỏi phải từ bỏ tất cả thịt. Davis cho biết rằng chế độ ăn kiêng chứa thịt bò từ những động vật nhai lại nhú cỏ như gia súc sẽ giết ít động vật hơn là chế độ ăn chay, đặc biệt khi xem xét các động vật bị giết bởi ngành nông nghiệp. Kết luận này đã bị chỉ trích bởi Jason Gaverick Matheny (người sáng lập tổ chức thịt in vitro New Harvest) vì nó tính số lượng động vật bị giết trên một mẫu Anh (thay vì mỗi người tiêu dùng). Matheny nói rằng, khi những con số được điều chỉnh, lập luận của Davis cho thấy chế độ ăn chay là làm hại ít nhất. Lập luận của Davis cũng bị chỉ trích bởi Andy Lamey vì chỉ dựa trên hai nghiên cứu mà có thể không đại diện cho các hoạt động nông nghiệp thương mại. Khi phân biệt giữa các con vật bị giết bởi máy móc nông trại và những con vật bị giết bởi các động vật khác, ông nói rằng các nghiên cứu một lần nữa cho thấy chế độ ăn chay để làm "hại ít nhất".
Về vấn đề dinh dưỡng, Christopher Gardner cho rằng phụ nữ có chu kỳ kinh nguyệt hàng tháng nên thường bị mất máu, cần bổ sung thêm sắt (Fe). Thịt là nguồn cung cấp chất sắt tuyệt vời hơn bất kỳ loại thuốc hay thực phẩm nào. Rất nhiều người ăn chay chỉ thích những món ăn không có thịt nhưng vẫn bổ dưỡng và đa dạng. Và cũng có rất nhiều người từ bỏ thói quen ăn chay bởi họ cảm thấy không thể thiếu thịt trong bữa ăn. Theo nghiên cứu mới được công bố của Faunalytics (trước đây là Hội đồng Đạo đức nghiên cứu), từ 33-37% người ăn chay từ bỏ khẩu phần ăn không có thịt. Thịt, đặc biệt là thịt đỏ chứa hàm lượng sắt, cơ thể dễ hấp thu và nhiều khả dụng hơn bất cứ chất sắt nào được hấp thu từ các loại hạt hay đậu, chất béo có trong thịt là chất béo có ích đối với phụ nữ.
Từ vấn đề này do đó cần hướng đến việc "Ăn sạch", ăn lành mạnh có nghĩa là chỉ ăn những thực phẩm sạch không chứa hóa chất, không vi phạm về mặt đạo đức và hướng tới một bữa ăn đơn giản mà vẫn đầy đủ dưỡng chất cần thiết cho cơ thể, kết hợp giữa "sạch về đạo đức" và "sạch về thể chất". nhưng mục tiêu của ăn sạch là hướng tới những món ăn đơn giản nhưng vẫn đủ chất dinh dưỡng. Nên tin tưởng và ủng hộ việc đề cao chất lượng của thực phẩm chứ không ủng hộ việc ăn sạch mà cứ duy trì những nguyên tắc cứng nhắc về mặt "tốt" và "xấu" của thực phẩm". Ăn sạch là ăn đầy đủ các chất dinh dưỡng cần thiết cho cơ thể, giảm thiểu đồ ăn chứa nhiều dầu mỡ, chất béo chứ không phải ăn kiêng thịt hoàn toàn.